# Бисеј ан От
Бисеј ан От (фр. Bucey-en-Othe) насеље је и општина у североисточној Француској у региону Шампањ-Арден, у департману Об која припада префектури Троа.
По подацима из 2011. године у општини је живело 439 становника, а густина насељености је износила 33,69 становника/km². Општина се простире на површини од 13,03 km². Налази се на средњој надморској висини од 143 метара.

## Демографија
| 1962. | 1968. | 1975. | 1982. | 1990. | 1999. | 2011. |
| ----- | ----- | ----- | ----- | ----- | ----- | ----- |
| 175   | 224   | 221   | 317   | 341   | 341   | 439   |

График промене броја становника у току последњих година